# Thierry Arbogast
Thierry Arbogast (Parigi, 24 gennaio 1956) è un direttore della fotografia francese, tre volte vincitore del Premio César per la migliore fotografia.
È collaboratore abituale del regista Luc Besson, per il quale ha curato la fotografia di ogni suo film a partire da Nikita del 1990.

## Riconoscimenti
Arbogast ha vinto il Premio César per la migliore fotografia tre volte, nel 1996 per L'ussaro sul tetto (Le hussard sur le toit), nel 1998 per Il quinto elemento (The Fifth Element) e nel 2004 per Bon Voyage, ed è stato nominato in altri cinque occasioni.
Ha vinto il Grand Prix tecnico al Festival di Cannes 1997 per i film She's So Lovely - Così carina (She's So Lovely) e Il quinto elemento.

## Filmografia
- Flammes, regia di Adolfo Arrieta (1978)
- Les jocondes, regia di Jean-Daniel Pillault (1982)
- Rock 'n Torah, regia di Marc-André Grynbaum (1983)
- Gardien de la nuit, regia di Jean-Pierre Limosin (1986)
- Le Beauf, regia di Yves Amoureux (1987)
- Eden miseria, regia di Christine Laurent (1988)
- Io e il vento (Une histoire de vent), regia di Joris Ivens (1989)
- Nikita, regia di Luc Besson (1990)
- Génial, mes parents divorcent!, regia di Patrick Braoudé (1991)
- Le Brasier, regia di Éric Barbier (1991)
- Niente dolce, niente zucchero (Oostende), regia di Eric Woreth (1991)
- Niente baci sulla bocca (J'embrasse pas), regia di André Téchiné (1991)
- La Fille de l'air, regia di Maroun Bagdadi (1992)
- Ma saison préférée, regia di André Téchiné (1993)
- Tombés du ciel, regia di Philippe Lioret (1993)
- Léon, regia di Luc Besson (1994)
- L'ussaro sul tetto (Le Hussard sur le toit), regia di Jean-Paul Rappeneau (1995)
- Ridicule, regia di Patrice Leconte (1996)
- L'appartamento (L'Appartement), regia di Gilles Mimouni (1996)
- Il quinto elemento (The Fifth Element), regia di Luc Besson (1997)
- She's So Lovely - Così carina (She's So Lovely), regia di Nick Cassavetes (1997)
- Gatto nero, gatto bianco (Crna macka, beli macor), regia di Emir Kusturica (1998)
- Wing Commander - Attacco alla Terra (Wing Commander), regia di Chris Roberts (1999)
- Giovanna d'Arco (The Messenger: The Story of Joan of Arc), regia di Luc Besson (1999)
- Toreros, regia di Eric Barbier (2000)
- The Dancer, regia di Frédéric Garson (2000)
- Per incanto o per delizia (Woman on Top), regia di Fina Torres (2000)
- I fiumi di porpora (Les Rivières pourpres), regia di Mathieu Kassovitz (2000)
- Kiss of the Dragon, regia di Chris Nahon (2001)
- Femme fatale, regia di Brian De Palma (2002)
- Bon Voyage, regia di Jean-Paul Rappeneau (2003)
- Incautos, regia di Miguel Bardem (2004)
- Catwoman, regia di Pitof (2004)
- Angel-A, regia di Luc Besson (2005)
- Bandidas, regia di Joachim Rønning e Espen Sandberg (2006)
- Tajnata kniga, regia di Vlado Cvetanovski (2006)
- Arthur e il popolo dei Minimei (Arthur et les Minimoys), regia di Luc Besson (2006)
- Asterix alle Olimpiadi (Astérix aux jeux olympiques), regia di Frédéric Forestier e Thomas Langmann (2008)
- Babylon A.D., regia di Mathieu Kassovitz (2008)
- Human Zoo, regia di Rie Rasmussen (2009)
- Le missionnaire, regia di Roger Delattre (2009)
- Les derniers jours du monde, regia di Arnaud Larrieu e Jean-Marie Larrieu (2009)
- Arthur e la vendetta di Maltazard (Arthur et la vengeance de Maltazard), regia di Luc Besson (2009)
- Il truffacuori (L'Arnacœur), regia di Pascal Chaumeil (2010)
- Adèle e l'enigma del faraone (Les Aventures extraordinaires d'Adèle Blanc-Sec), regia di Luc Besson (2010)
- The Lady - L'amore per la libertà (The Lady), regia di Luc Besson (2011)
- Come pietra paziente (Syngué sabour, pierre de patience), regia di Atiq Rahimi (2012)
- Cose nostre - Malavita (The Family), regia di Luc Besson (2013)
- 3 Days to Kill, regia di McG (2014)
- Lucy, regia di Luc Besson (2014)
- Lolo - Giù le mani da mia madre (Lolo), regia di Julie Delpy (2015)
- Valerian e la città dei mille pianeti (Valerian and the City of a Thousand Planets), regia di Luc Besson (2017)
- Anna, regia di Luc Besson (2019)
- L'ultimo mercenario (Le Dernier Mercenaire), regia di David Charhon (2021)
- Freelance, regia di Pierre Morel (2023)
- Canary Black, regia di Pierre Morel (2024)
- The Gardener (Le jardinier), regia di David Charhon (2025)